# When the Lights Go Out (Five)
When the Lights Go Out è un singolo della boy band britannica Five, pubblicato nel 1998 ed estratto dall'album Five.

## Tracce
- CD 1 (USA)

1. When the Lights Go Out [US Remix] - 4:20
2. Straight Up Funk - 3:57

- CD 2 (USA)

1. When the Lights Go Out [US Remix] - 4:20
2. When the Lights Go Out [Hip Hop Mix] - 6:19
3. When the Lights Go Out [R&B Rub Mix] - 4:24
4. Shake - 3:23

- CD 1 (UK)

1. When the Lights Go Out [Radio Edit] - 4:12
2. When the Lights Go Out [Extended Mix] - 6:23
3. When the Lights Go Out [The Drummers Mix] - 7:27
4. When the Lights Go Out [Loop Da Loop Full Vocal Mix] - 4:50
5. When the Lights Go Out [Video] - 4:10

- CD 2 (UK)

1. When the Lights Go Out [Radio Edit] - 4:12
2. When the Lights Go Out [Blacksmith R&B Rub] - 4:26
3. Slam Dunk Da Funk [Extended Mix] - 7:06
4. Interview - 4:23

## Video
Il videoclip della canzone è stato realizzato in due versioni. La versione britannica è stata diretta dal duo Liam & Grant, mentre quella statunitense è stata diretta da Nigel Dick e vede la partecipazione, tra gli altri, di Bethany Joy Lenz.